# Спин-флуктуационные переходы
Спин-флуктуационные переходы (СФТ) — фазовые переходы в магнитных материалах при участии спиновых флуктуаций под воздействием управляющих параметров (например, температуры или состава материала), не связанное образованием фаз с магнитным порядком ферромагнитного или антиферромагнитного типа или с более сложным типом магнитного упорядочения, в частности геликоидальным. Термин «спин флуктуационные переходы», СФТ был введён С.В.Демишевым в  для обозначения данной группы специфических фазовых превращений в магнетиках.

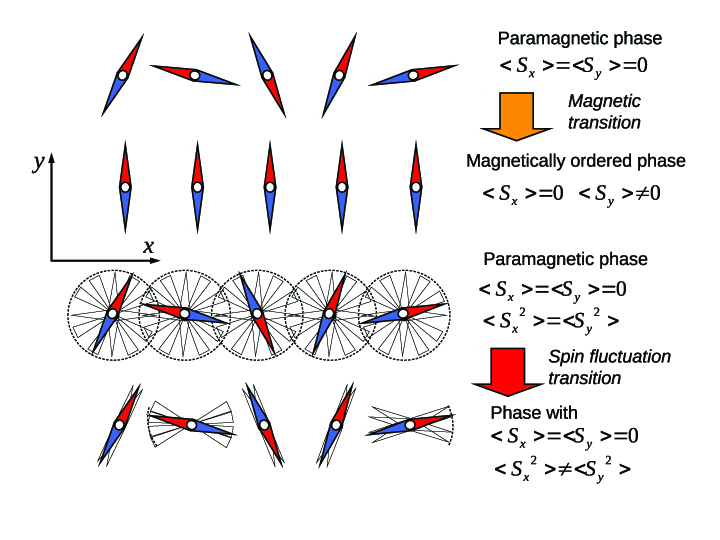
Магнитные переходы и спин-флуктуационные переходы (из работы [1]).

Классическим СФТ является переход в фазу спинового нематика. Различие между обычным магнитным фазовым переходом и спин-флуктуационным переходом можно проиллюстрировать с помощью простой классической аналогии. Рассмотрим двумерный магнетик, в котором спины {\displaystyle S} (магнитные моменты) схематически представлены двумерным набором магнитных стрелок. В парамагнитной фазе обе средние проекции спина на оси x и y {\displaystyle \langle S_{x}\rangle } и {\displaystyle \langle S_{y}\rangle } удовлетворяют условиям {\displaystyle \langle S_{x}\rangle =\langle S_{y}\rangle =0} и, следовательно, средний спин на узле равен нулю. Одновременно, в парамагнитной фазе спиновые флуктуации будут изотропны: {\displaystyle \langle S_{x}^{2}\rangle =\langle S_{y}^{2}\rangle \neq 0}. Это означает, что магнитные стрелки не упорядочены и их положения одинаково флуктуируют по всем направлениям. При обычном магнитном переходе некоторая проекция спина становится отличной от нуля ({\displaystyle \langle S_{y}\rangle \neq 0} и {\displaystyle \langle S_{x}\rangle =0}) и образуется магнитная структура, например ферромагнитного типа. В этой фазе спиновые флуктуации могут быть как изотропными, так и анизотропными, но в большинстве случаев тепловые спиновые флуктуации вымерзнут при нулевой температуре, и упорядоченное основное состояние будет возмущаться исключительно нулевыми квантовыми колебаниями. В отличие от рассмотренного случая, для СФП условие {\displaystyle \langle S_{x}\rangle =\langle S_{y}\rangle =0} выполняется в любой СФТ фазе, однако, условие {\displaystyle \langle S_{x}^{2}\rangle =\langle S_{y}^{2}\rangle } нарушается в точке спин-флуктуационного перехода и в спин-флуктуационной фазе {\displaystyle \langle S_{x}^{2}\rangle \neq \langle S_{y}^{2}\rangle } (в примере на рисунке в результате СФП магнитные стрелки начинают «дрожать» анизотропным образом).
Рассмотренный сценарий соответствует известному переходу в фазу спинового нематика, однако  СФП являются более широким понятием в физике магнитных явлений. В общем случае СФП можно определить как любой переход, при котором изменяется характер спиновых флуктуаций. Существование СФП нескольких типов было обнаружено у сильно коррелированных металлов {\displaystyle {\ce {CeB_6}}} и {\displaystyle {\ce {Mn_{1-X}Fe_{X}Si}}}. Помимо упоминавшегося выше СФП в фазу спинового нематика, обнаружены переход, связанный с изменением симметрии спиновых флуктуаций (аналог ориентационного перехода в магнетиках), а также СФП, отвечающие «замерзанию» квантовых и классических флуктуаций. Установлено, что особые спиновые флуктуации связаны с квантовыми критическими точками (в том числе скрытыми), что позволяет идентифицировать их присутствие на магнитной фазовой диаграмме. В недавней работе спин-флуктуационный переход был обнаружен в модели Изинга на случайных центрах. На примере системы {\displaystyle {\ce {Mn_{1-X}Fe_{X}Si}}} обсуждается возможность возникновения СФП внутри магнитоупорядоченной фазы. К настоящему моменту СФП сравнительно мало исследованы с теоретической точки зрения. Отмечается, что, по крайней мере, для описания некоторых типов СФП теория фазовых переходов второго рода Ландау оказывается неприменимой.